# Venezuela aux Jeux olympiques d'été de 1952
Le  Venezuela participe aux Jeux olympiques d'été pour la troisième fois de son histoire sportive, à l’occasion des Jeux olympiques d'été de 1952 qui se déroulent à Helsinki. Le pays est représenté par une délégation cette fois conséquente de 32 athlètes comprenant une femme. Pour rappel, la délégation des jeux de 1948 n’était constituée que d’un unique représentant : le cycliste Julio César León. A l’occasion de cet événement, le  Venezuela décoche sa première médaille olympique. Elle est en bronze, conquise par Arnoldo Devonish (porte-drapeau de sa délégation) troisième dans l’épreuve du triple saut. Une performance qui permet au  Venezuela d’intégrer le tableau final des médailles en 40e position.

## Articles connexes

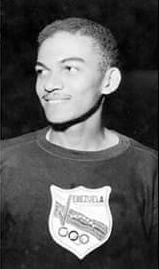
Arnoldo Devonish conquiert, grâce à l’épreuve du triple saut, la toute première médaille olympique (bronze) du Venezuela.

## Les médaillés
| Médaille           | Nom              | Sport      | Épreuve     |
| ------------------ | ---------------- | ---------- | ----------- |
| Médaille de bronze | Arnoldo Devonish | Athlétisme | Triple saut |

## Sources
- (fr) Bilan complet des Jeux de 1952 sur le site du Comité international olympique
- (en) Bilan complet du Venezuela  sur le site olympedia.org